# Argja Bóltfelag
Argja Bóltfelag este o echipă de fotbal din Argir, Insulele Feroe.

## Stafful tehnic
Din 1 ianuarie2008.

| Manager:                | Insulele Feroe |
| Antrenor asistent:      | Insulele Feroe |
| Antrenorul cu portarii: | Insulele Feroe |

## Jucătorul anului
Începând din 2006, clubul dă premiul celui mai bun jucător al anului. Cei care încă joacă pentru club sunt scris îngroșat.:
| - 2006 Rúni Nolsøe - 2007 Jónas Stenberg - 2008 Allan Mørkøre |